# Huntley (Illinois)
Huntley ist ein Village im McHenry und im Kane County des US-Bundesstaates Illinois. Das U.S. Census Bureau hat bei der Volkszählung 2020 eine Einwohnerzahl von 27.740 ermittelt. Huntley liegt in den Metropolregion Chicago. Benannt ist Huntley nach Thomas Stillwell Huntley.

## Geographie
Huntley liegt am südlichen Rand des McHenry County bzw. am nördlichen Rand des Kane County, 77 km nordwestlich des Chicago Loop. Benachbarte Ortschaften sind Lake in the Hills im Nordosten, Algonquin im Osten, Gilberts im Südosten, Pingree Grove im Süden und Hampshire im Südwesten. Wenig bebautes ländliches Land liegt im Nordwesten.
Nach den Angaben des United States Census Bureaus hat Huntley eine Fläche von 37,27 km², wovon 37,19 km² auf Land und 0,08 km² (oder 0,23 %) auf Gewässer entfallen.

## Demographie
Zum Zeitpunkt des United States Census 2000 bewohnten Huntley 5730 Personen. Die Bevölkerungsdichte betrug 188,2 Personen pro km². Es gab 2501 Wohneinheiten, durchschnittlich 82,4 pro km². Die Bevölkerung in Huntley bestand zu 94,94 % aus Weißen, 0,44 % Schwarzen oder African American, 0,17 % Native American, 2,13 % Asian, 0,00 % Pacific Islander, 1,26 % gaben an, anderen Rassen anzugehören und 1,06 % nannten zwei oder mehr Rassen. 4,28 % der Bevölkerung erklärten, Hispanos oder Latinos jeglicher Rasse zu sein.
Die Bewohner Huntleys verteilten sich auf 2324 Haushalte, von denen in 31,2 % Kinder unter 18 Jahren lebten. 67,3 % der Haushalte stellten Verheiratete, 5,9 % hatten einen weiblichen Haushaltsvorstand ohne Ehemann und 24,4 % bildeten keine Familien. 20,7 % der Haushalte bestanden aus Einzelpersonen und in 9,9 % aller Haushalte lebte jemand im Alter von 65 Jahren oder mehr alleine. Die durchschnittliche Haushaltsgröße betrug 2,47 und die durchschnittliche Familiengröße 2,85 Personen.
Die Bevölkerung verteilte sich auf 23,3 % Minderjährige, 6,1 % 18–24-Jährige, 31,3 % 25–44-Jährige, 22,0 % 45–64-Jährige und 17,4 % im Alter von 65 Jahren oder mehr. Der Median des Alters betrug 37 Jahre. Auf jeweils 100 Frauen entfielen 95,5 Männer. Bei den über 18-Jährigen entfielen auf 100 Frauen 91,8 Männer.
Das mittlere Haushaltseinkommen in Huntley betrug 60.456 US-Dollar und das mittlere Familieneinkommen erreichte die Höhe von 65.433 US-Dollar. Das Durchschnittseinkommen der Männer betrug 44.524 US-Dollar, gegenüber 30.363 US-Dollar bei den Frauen. Das Pro-Kopf-Einkommen belief sich auf 27.451 US-Dollar. 1,9 % der Bevölkerung und 2,8 % der Familien hatten ein Einkommen unterhalb der Armutsgrenze, davon waren 2,2 % der Minderjährigen und 1,9 % der Altersgruppe 65 Jahre und mehr betroffen.

## Verwaltung
Huntley ist ein Village mit gewähltem Village-Präsident und einem Dorfrat mit sechs Mitgliedern, die für jeweils vier Jahre gewählt werden.

## Bildung
Das Village liegt vollständig im Consolidated School District 158. Dieser hatte seinen Sitz einst in Huntley, ist aber inzwischen nach Algonquin übersiedelt.
Ursprünglich gab es im Village eine Elementary School und eine High School, doch aufgrund der gestiegenen Einwohnerzahlen wurden diese durch fünf Elementary Schools, zwei Middle Schools und eine auf drei Campus verteilte High School ersetzt.
Nur eines dieser drei Schulzentren liegt im Village, an der Harmony Road. Die beiden anderen befinden sich in Algonquin und Lake in the Hills.

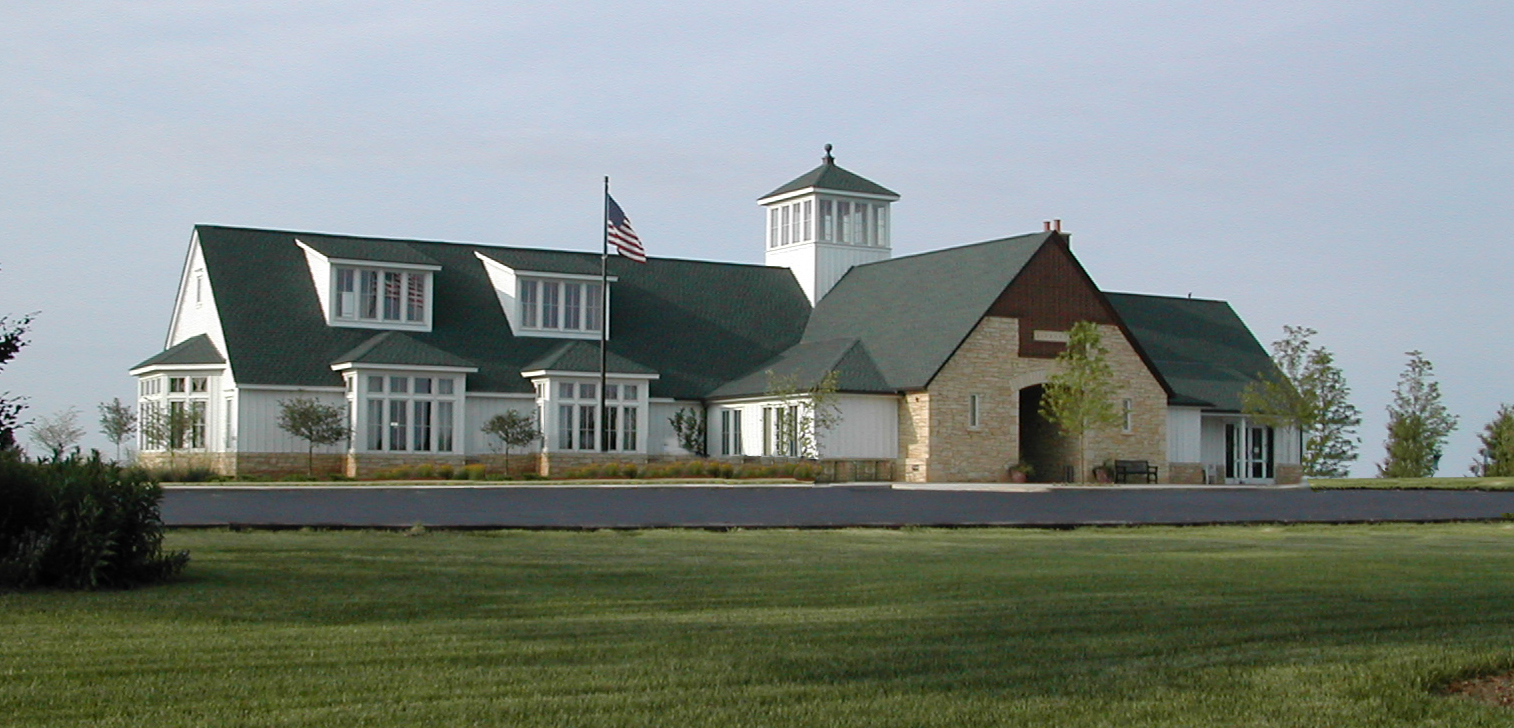
Die öffentliche Bibliothek dient nicht nur Huntley, sondern auch Lake in the Hills und Algonquin sowie den Grafton, Rutland and Coral Townships.

Die Huntley Area Public Library nutzte ursprünglich ein Gebäude an der Kreuzung von Algonquin Road und Church Street. Dieses war unzureichend und wurde 1999 durch einen 1400 m² großen Neubau an der Ruth Road, nördlich der Main Street, ersetzt.
Das zum Schulbezirk gehörende Community College ist das McHenry County College in Crystal Lake, etwa 15 bis 20 Fahrminuten nordöstlich von Huntley.

## Verkehr

Illinois Route 47 führt rund auf elf Kilometer Länge durch das Village

- Huntley liegt im Golden Corridor von Interstate 90/Northwest Tollway. Es hat einen direkten Zugang zur I-90 über die Kleeblatt an der Illinois Route 47.
- Illinois Route 47 ist die Hauptverbindung in Nord-Süd-Richtung und wird von mehr als 20.000 Fahrzeugen am Tag befahren. Die Strecke wurde 2011 von zwei auf fünf bzw. zwischen Kreutzer Road und I-90 auf sechs Fahrstreifen erweitert. Route 47 verbindet Huntley mit Woodstock im Norden sowie Pingree Grove und Elburn im Süden.
- Algonquin Road und Main Street/Huntley-Dundee Road sind die Hauptstraßen in Ost-West-Richtung. Die Algonquin Road ist eine vierstreifige Straße mit getrennten Richtungsfahrbahnen, die Route 47 mit Algonquin und Lake in the Hills verbindet. Über die Main Street gelangt man zur Marengo und Harmony Road und weiter über den U.S. Highway 20 westwärts nach Marengo, Hampshire und Union, und über die Huntley-Dundee Road gelangt man ostwärts nach Carpentersville und West Dundee.
- Huntley liegt an einer Strecke der Chicago & Northwestern Railroad; sie verbindet Huntley mit Elgin, Rockford und Chicago.

## Belege
1. ↑  Village of Huntley. In: Geographic Names Information System. United States Geological Survey, United States Department of the Interior, abgerufen am 22. März 2019 (englisch).
2. ↑  Explore Census Data Huntley village, Illinois. Abgerufen am 19. Januar 2023.
3. ↑  History of Huntley, Illinois. Huntley Area Public Library, 2010, archiviert vom Original am 18. Dezember 2006; abgerufen am 21. März 2019 (englisch).
4. ↑  G001 – Geographic Identifiers – 2010 Census Summary File 1. United States Census Bureau, archiviert vom Original am 13. Februar 2020; abgerufen am 21. März 2019 (englisch).  Info: Der Archivlink wurde automatisch eingesetzt und noch nicht geprüft. Bitte prüfe Original- und Archivlink gemäß Anleitung und entferne dann diesen Hinweis.
5. ↑  Annual Estimates of the Resident Population: April 1, 2010 to July 1, 2017 (PEPANNRES): Illinois Incorporated Places. U.S. Census Bureau, archiviert vom Original am 13. Februar 2020; abgerufen am 12. Februar 2019 (englisch).  Info: Der Archivlink wurde automatisch eingesetzt und noch nicht geprüft. Bitte prüfe Original- und Archivlink gemäß Anleitung und entferne dann diesen Hinweis.
6. ↑  Census of Population and Housing. United States Census Bureau, ehemals im Original (nicht mehr online verfügbar); abgerufen am 4. Juni 2015 (englisch). (Seite nicht mehr abrufbar. Suche in Webarchiven)  Info: Der Link wurde automatisch als defekt markiert. Bitte prüfe den Link gemäß Anleitung und entferne dann diesen Hinweis.